# 石英
石英（英語：quartz）是大陆地壳数量第二多的矿石，仅次于长石，其晶体结构是SiO4（硅-氧四面体）的连续框架，其中每个氧在两个四面体之间共享，得到SiO2的总化学式，石英的種類有很多，无色全透明的石英称为水晶（rock crystal）。有一些被作為半寶石使用，自古以来石英被广泛用來制作珠宝和硬石雕刻，尤其在欧洲和中东地区。纯淨的石英能够让一定波长范围的紫外线、可见光和红外线通过，具有旋光性、压电效应和电致伸缩等性质。石英的完整晶体产于岩石晶洞中，块状的产于热液脉矿中，粒状的则是花岗岩、片麻岩和砂岩等各种岩石的重要组成部分，石英晶体也可用人工方法生长。

## 種類（依微結構）
虽然许多品种名称历史上源自矿物的颜色，目前的科学命名方案主要是指矿物的微观结构。 颜色是隐晶性矿物的次要标识符，虽然它是宏观品种的主要标识符。
| 主要的石英类型 | 主要的石英类型                                                                   | 主要的石英类型   |
| 类型           | 颜色与描述                                                                       | 透明度           |
| -------------- | -------------------------------------------------------------------------------- | ---------------- |
| 水晶           | 无色。                                                                           | 全透明           |
| 紫水晶         | 紫色。                                                                           | 透明             |
| 黄水晶         | 黄色至红橙色至棕色、绿黄色。                                                     | 透明             |
| 玉髓           | 玉髓為石英及摩根石的混和物。顏色普遍為白色或較淺的的顏色，否則會以其他名稱稱之。 | 红橙色的玉髓     |
| 紅玉髓         | 紅橘色的玉髓。                                                                   | 透明             |
| 瑪瑙           | 顏色多樣，為帶狀的玉髓。                                                         | 透明至半透明     |
| 縞瑪瑙         | 帶狀條紋較平直且平行一致瑪瑙。                                                   |                  |
| 碧玉           | 不透明的玉髓，顏色多為紅到褐色。                                                 | 不透明           |
| 砂金石         | 含有細小內含物（多為雲母）的透明玉髓。                                           |                  |
| 虎眼石         | 纖維狀的石英晶體，顏色從金黃到紅褐色。                                           |                  |
| 鈦晶           | 含有針狀金紅石之水晶。                                                           |                  |
| 含藍線石水晶   | 含有藍線石之水晶。                                                               |                  |
| 煙水晶         | 棕色到灰色。                                                                     | 透明到接近不透明 |

## 種類（依顏色）

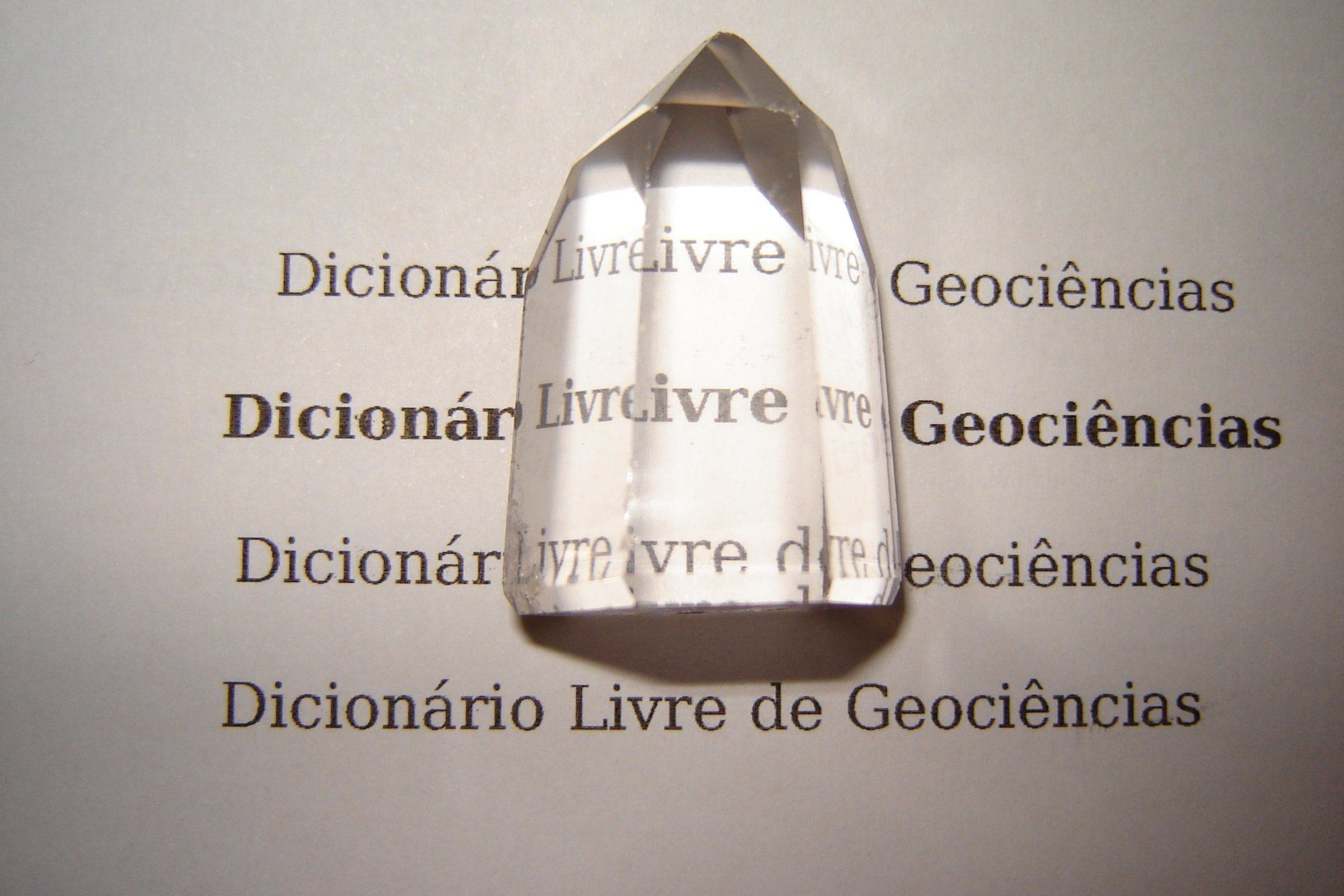
石英晶体展示透明度

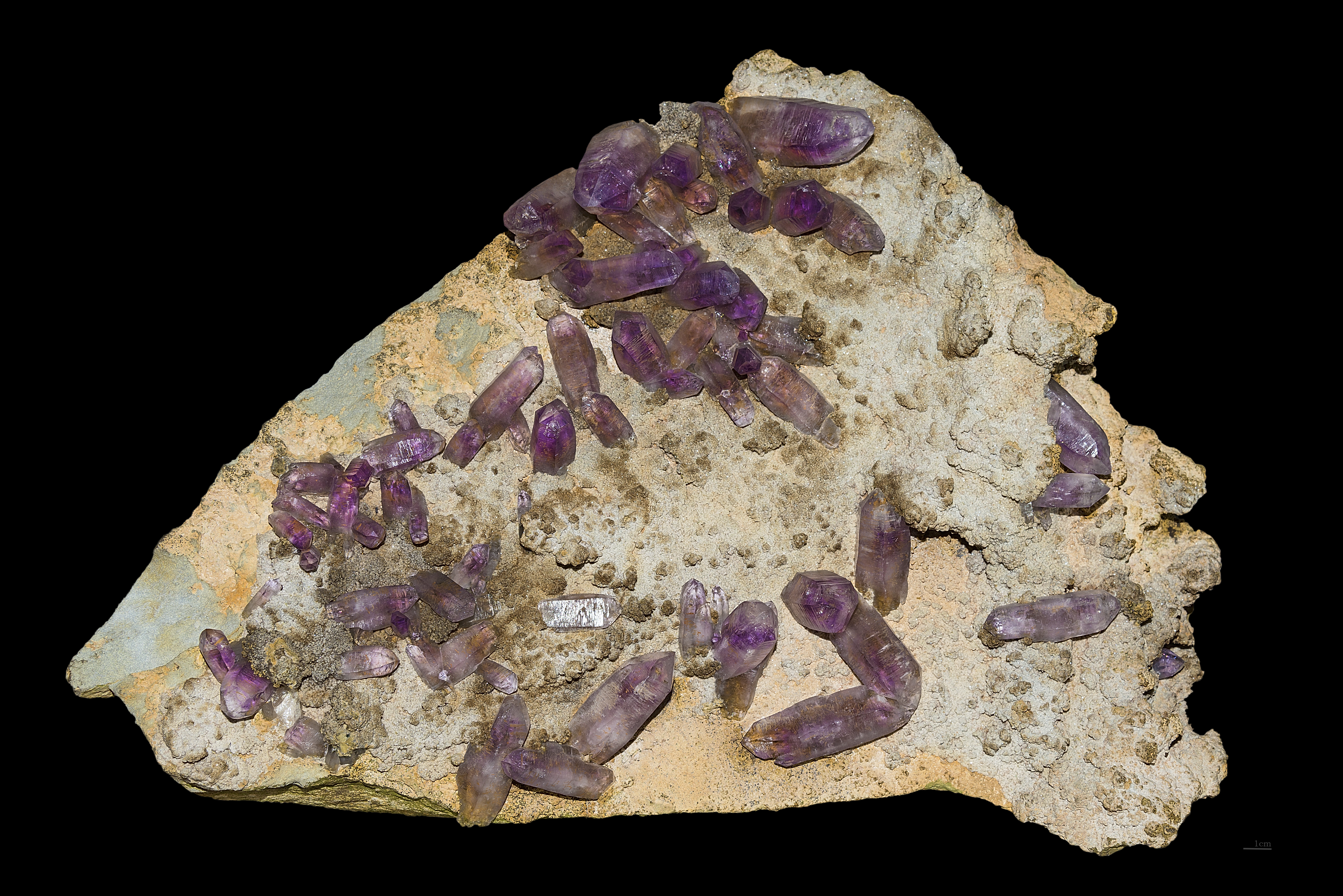
基质上的紫水晶

纯石英传统上被称为岩石水晶或透明石英，是无色的透明或半透明的，并且经常被用于硬石雕刻，如Lothair水晶。石英含有杂质时颜色不一，无色透明的晶体称水晶，乳白色的称乳石英，浅红色的称蔷薇石英，紫色的称紫水晶，黄褐色的称烟晶、茶晶，黑色的则称墨晶。
石英类型之间最重要的区别是大粒晶体（肉眼可见的单个晶体）和微晶或隐晶品种（仅在高放大率下可见的晶体聚集体）。隐晶变体是半透明的或大部分不透明的，而透明变体倾向于是大粒晶体的。玉髓是二氧化硅的隐晶形式，由石英和其单斜晶多晶型莫甘石的细小共生体组成。石英的其他不透明宝石品种或包括石英的混合岩石，通常包括对比带或颜色图案，是玛瑙，红玉髓，缟玛瑙，血石和碧玉。

### 紫水晶
紫水晶（英語：amethyst）為石英中常見的種類，顏色從淺到深的紫色或是黯淡紫。主要產地有巴西、墨西哥、烏拉圭、俄羅斯、法國、納米比亞以及摩洛哥。有時候可以見到紫水晶和黃水晶生長在同一晶體中，此種晶體被稱為紫黃晶（ametrine），通常紫水晶常形成於含鐵較高地方。

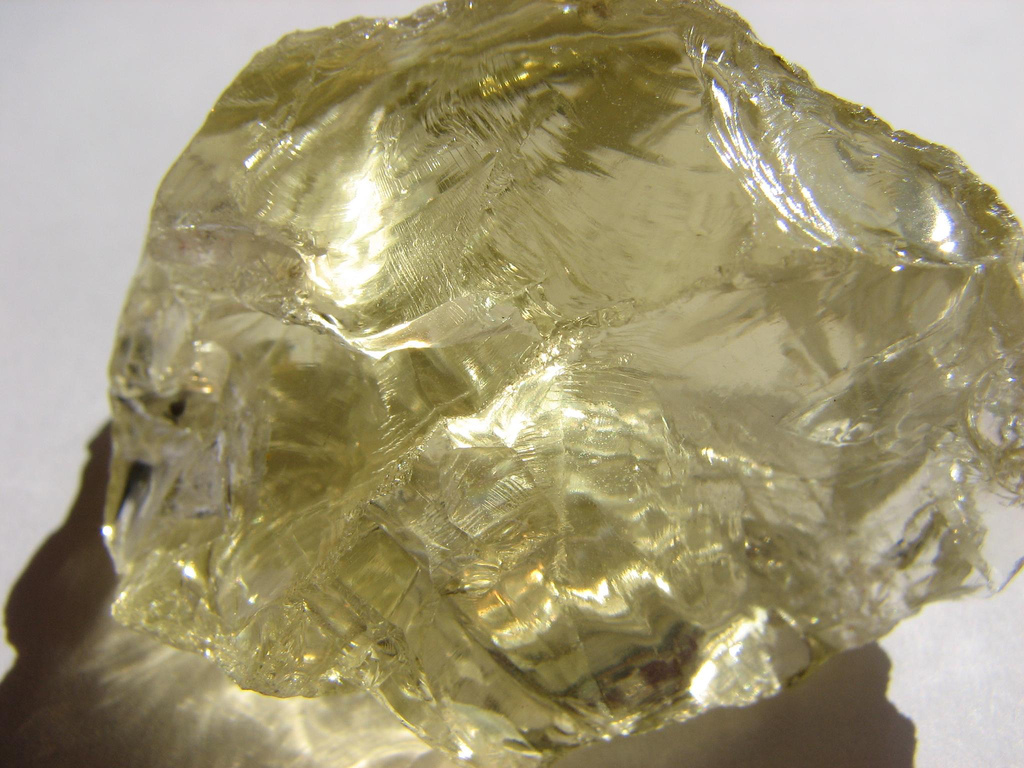
产于巴西的黄水晶

### 黃水晶
黃水晶（英語：citrine），又稱黃晶，由於雜質含鐵的關係，顏色從淡黃至褐色。自然的黃水晶非常稀少，大部分市面上常見的黃水晶多為熱處理過的紫水晶或是煙水晶。

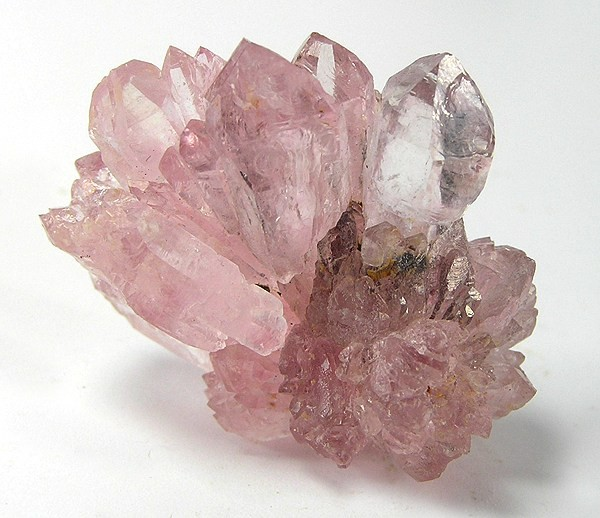
粉晶簇 (尺寸: 3.4 x 3.1 x 1.9 cm)

### 粉晶
粉晶（英語：rose quartz），顏色從淡粉紅色到玫瑰紅。會造成此種顏色主要為鋁和磷取代部分矽的位置。

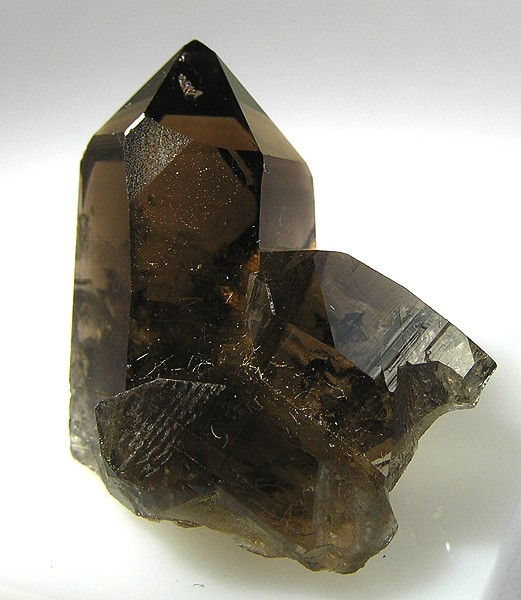
煙水晶，来自阿尔皮斯山

### 煙水晶
煙水晶（英語：smoky quartz），又稱煙晶和茶水晶，顏色從半透明灰色一直到全透明的灰褐色都有，有的甚至為黑色，不透明黑色者中文又稱墨晶。
其颜色是由于含有极微量放射性元素（镭）所引起的，因為γ輻射的關係，導致晶體含有少量的鋁，輻射使得晶格中Si4+被Al3+取代，在[AlO4]-群組中會將電子轉移到相鄰的一價陽離子(通常為Li+)形成[AlO4/Metal0]0的色心。

### 乳石英
乳石英（英語：milky quartz），從透明到不透明即顏色呈乳白色的石英。其颜色是由于含细小分散的气态或液态包裹体所致。显著的乳白色或奶油色，得自其充满气体和液体气泡的内含物。产状为六方体带金字塔形的末端棱柱形。通常呈块状产出，见于各种石英脉中和石英岩中。

### 白水晶
白水晶（英語：rock crystal, clear quartz），主要為沒有顏色結晶體的石英，廣泛出產於中國，巴西等地。

## 用途
- 石英粉可以做為有效的金屬拋光劑，常應用於研磨機、噴砂機中。
- 半導體產業重要的原料之一，作為矽晶圓的原料。將石英與焦炭混合後，在電弧爐加熱下即生成粗矽；鹽酸氯化，並經蒸餾後，製成了高純度的多晶硅，其純度高達99.9999%。
- 石英石中的辐射量也是测定地质年份的方法之一。
- 石英粉結合樹脂可以打造的人造石，是目前市面上商業廚具檯面的主流。
- 玻璃及生产耐火砖（硅砖）的製作材料，通常使用石英含量高的岩石（如：石英砂岩等），該種岩石又稱為「硅石」，其二氧化矽含量大于95%，在中國国家标准有96、97、98、98.5四个牌号。

## 压电效应性质
石英晶体具有压电性能，在施加机械应力时會产生电势。早期使用这种石英晶体的性质是在留声机拾音器。当今石英最常见的压电应用之一是晶体振荡器——石英钟即常見的设备之一，其晶体振荡器的谐振频率透过机械加载而改变。此原理亦用于非常精确地测量石英晶体微量天平和薄膜厚度监视器中極度微小的质量变化。

## 产区

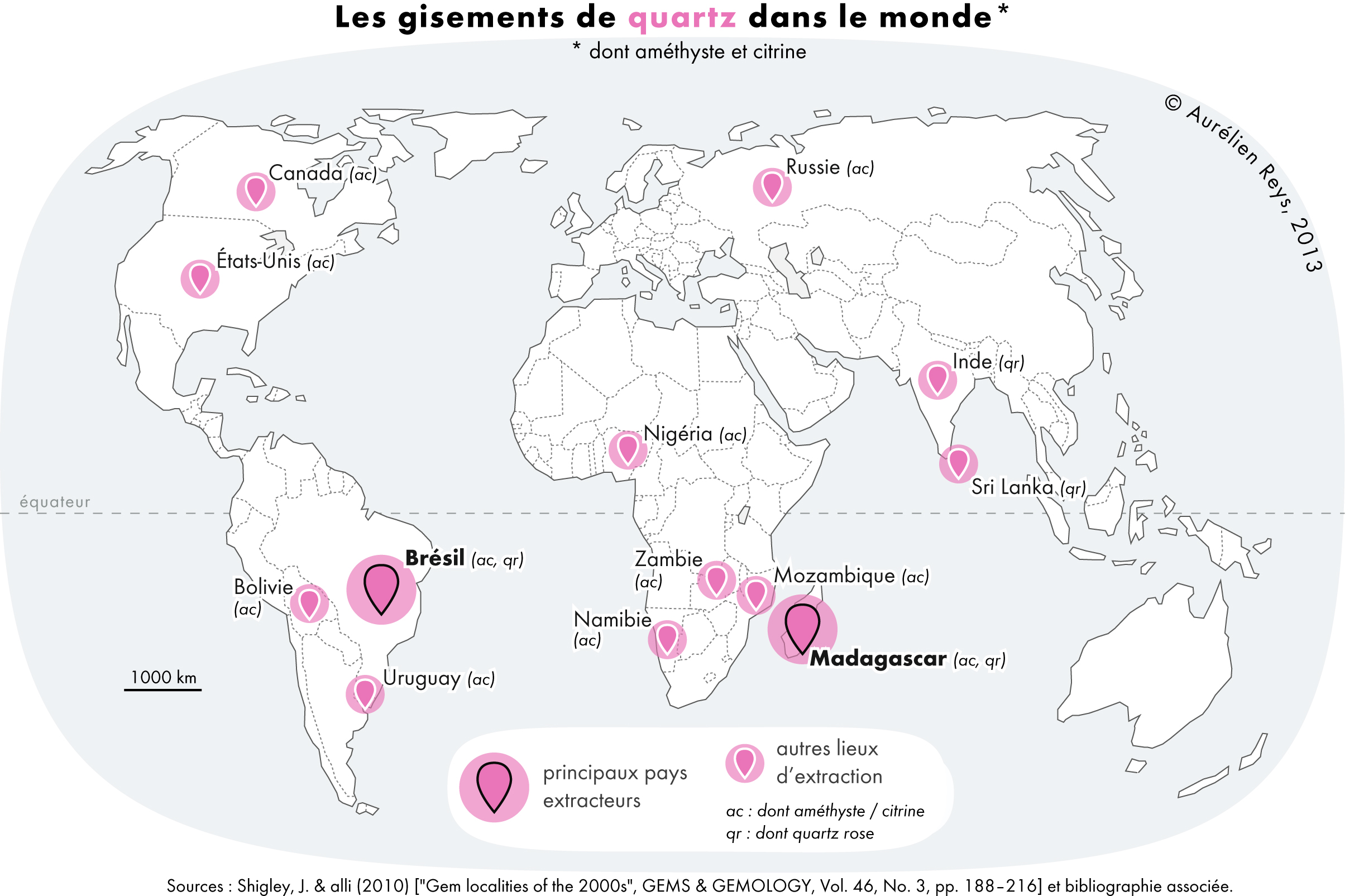
石英产区分布图

水晶的重要出产地有巴西、乌拉圭、俄罗斯的乌拉尔山、印度、尼泊尔、马达加斯加、美国和墨西哥。中国個别省区也有水晶产出。

## 延伸阅读
[在维基数据编辑]
 《欽定古今圖書集成·經濟彙編·食貨典·水晶部》，出自陈梦雷《古今圖書集成》